# Станковцы (Ивано-Франковская область)
Станковцы (укр. Станківці) — село в Витвицкой сельской общине Калушского района Ивано-Франковской области Украины.
Население по переписи 2001 года составляло 615 человек. Занимает площадь 2,74 км². Почтовый индекс — 77531. Телефонный код — 3477.